# Mark Versfeld
Mark Versfeld (Edmonton, Canadá, 13 de junio de 1976) es un nadador canadiense retirado especializado en pruebas de estilo espalda larga distancia, donde consiguió ser medallista de bronce mundial en 1998 en los 200 metros estilo espalda.

## Carrera deportiva
En el Campeonato Mundial de Natación de 1998 celebrado en Perth (Australia), ganó la medalla de bronce en los 100 metros estilo , con un tiempo de 1:59.39 segundos, tras el estadounidense Lenny Krayzelburg(oro con 1:58.84 segundos) y el alemán Ralf Braun  (plata con 1:59.23 segundos).